# بالوعة (فلم)
بالوعة (بالكورية: 싱크홀) هو فيلم كوميدي كارثي كوري جنوبي صدر عام 2021، من إخراج كيم جي هون وبطولة تشا سونغ وون وكيم سونغ كيون ولي كوانغ سو وكيم هي جون. تدور أحداثه حول منزل، استغرق الحصول عليه 11 عامًا، ينزل إلى حفرة بعمق 500 متر تحت الأرض في دقيقة واحدة. كان من المقرر إصدارالفيلم بتكلفة إنتاج تبلغ 15 مليار وون، في عطلة تشوسوك لعام 2020 ولكن تأجل إصداره بسبب عودة ظهور جائحة فيروس كورونا. عرض لأول مره في 6 أغسطس، في مهرجان لوكارنو السينمائي الرابع والسبعين الذي أقيم في لوكارنو بسويسرا. صدر في دور العرض في 11 أغسطس 2021.

## روابط خارجية
- بالوعة على موقع IMDb (الإنجليزية)
- بالوعة على موقع ألو سيني (الفرنسية)
- بالوعة على موقع فيلمافينيتي (الإسبانية)
- بالوعة على موقع قاعدة بيانات الفيلم (الإنجليزية)
- بالوعة على موقع ليتربوكسد (الإنجليزية)
- بالوعة على موقع كينوبويسك (الروسية)